# Roberts-Gericht

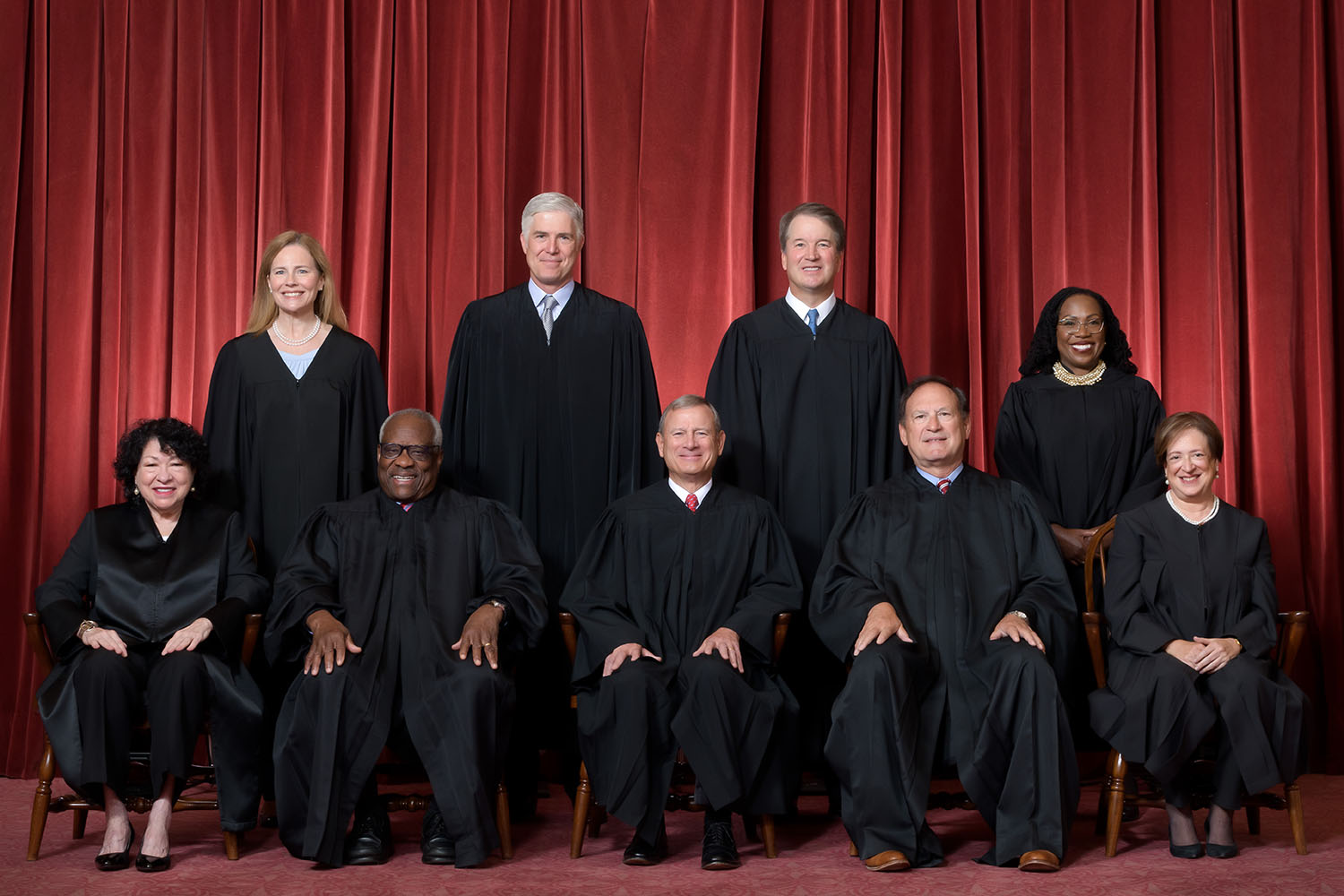
Das Roberts-Gericht (seit Juni 2022): Vordere Reihe (links nach rechts): Sonia Sotomayor, Clarence Thomas, Oberster Richter John Roberts, Samuel Alito, und Elena Kagan. Hintere Reihe (links nach rechts): Amy Coney Barrett, Neil Gorsuch, Brett Kavanaugh, und Ketanji Brown Jackson.

Als das Roberts-Gericht des Obersten Gerichtshofs der Vereinigten Staaten wird die Zeit seit 2005 bezeichnet, in der John Roberts als Oberster Richter fungiert. Es gilt als konservativer als das vorhergehende Rehnquist-Gericht und als das konservativste Gericht seit dem Vinson-Gericht 1946–1953. Dies lässt sich auf Rücktritte der moderaten Richter Anthony Kennedy und Sandra Day O’Connor, den Tod der liberalen Richterin Ruth Bader Ginsburg und die darauf folgenden Nominierungen der konservativen Richter Samuel Alito, Brett Kavanaugh und Amy Coney Barrett zurückführen.
Seit der Bestätigung Barretts hat das Gericht nach Experten und Beobachtern sechs konservative und drei liberale Richter. Der konservative Block wird manchmal weiter gespalten in einen moderat konservativen Flügel, der widerwillig Präzedenzfälle außer Kraft setzt (Roberts, Kavanaugh und Barrett), und einen streng konservativen Flügel, der im Allgemeinen bereit ist, Präzedenzfälle außer Kraft zu setzen (Clarence Thomas, Alito und Neil Gorsuch).

## Mitglieder
Roberts war ursprünglich von Präsident George W. Bush als Nachfolger der Beigeordneten Richterin Sandra Day O’Connor nominiert worden, die mit der Bestätigung ihres Nachfolgers ihren Rücktritt angekündigt hatte. Bevor der Senat jedoch auf die Nominierung reagieren konnte, starb am 3. September Oberster Richter William H. Rehnquist. Präsident Bush zog die ursprüngliche Nominierung schnell zurück und reichte sie als Nominierung für den Obersten Richter erneut ein. Diese zweite Roberts-Nominierung wurde am 29. September 2005 vom Senat mit 78 zu 22 Stimmen bestätigt. Roberts legte am selben Tag wie seine Bestätigung im Weißen Haus den verfassungsmäßigen Amtseid ab, der vom dienstältesten Beigeordneten Richter John Paul Stevens (der während der Vakanz geschäftsführender Oberster Richter war) geleistet wurde. Am 3. Oktober legte Roberts den im Judiciary Act von 1789 vorgesehenen Gerichtseid ab. Das Roberts-Gericht begann mit Roberts als Oberster Richter und den letzten acht Beigeordneten Richtern des Rehnquist-Gerichts: Stevens, O’Connor, Antonin Scalia, Anthony Kennedy, David Souter, Clarence Thomas, Ruth Bader Ginsburg und Stephen Breyer.
Präsident Bushs zweite Kandidatin für die Nachfolge von O’Connor, Harriet Miers, zog sich vor einer Abstimmung zurück; Bushs dritter Kandidat als Nachfolger von O’Connor war Samuel Alito, der im Januar 2006 bestätigt wurde. 2009 ernannte Präsident Barack Obama Sonia Sotomayor als Nachfolgerin von Souter; sie wurde bestätigt. 2010 nominierte Obama Elena Kagan als Nachfolgerin von Stevens; auch sie wurde bestätigt. Im Februar 2016 starb Richter Scalia; Im folgenden Monat nominierte Obama Merrick Garland, aber die Nominierung von Garland wurde von dem von Republikanern kontrollierten Senat nie berücksichtigt und lief aus, als der 114. Kongress endete und der 115. Kongress am 3. Januar 2017 begann. Am 31. Januar 2017 nominierte Präsident Donald Trump Neil Gorsuch als Ersatz für Scalia. Demokraten im Senat haben die Gorsuch-Nominierung mit einem Filibuster abgelehnt, was dazu führte, dass die Republikaner von der „nuklearen Option“ Gebrauch machten. Danach wurde Gorsuch im April 2017 bestätigt. 2018 nominierte Trump Brett Kavanaugh als Nachfolger von Kennedy; er wurde bestätigt. Im September 2020 starb Richter Ginsburg; Trump nominierte Amy Coney Barrett als Nachfolgerin von Ginsburg und sie wurde am 26. Oktober 2020, Tage vor den Wahlen 2020, bestätigt. Die Bestätigung Barretts wurde sowohl von Demokraten als auch international kritisiert, da der Wunsch Ginsburgs, „nicht ersetzt zu werden, bis ein neuer Präsident im Amt ist“, von Trump und Republikanern im Senat ignoriert wurde. Im Jahr 2022 kündigte Breyer in einem Brief an Präsident Joe Biden seinen Rücktritt mit Wirkung zum Start der Sommerpause des Obersten Gerichtshofs an, vorausgesetzt, sein Nachfolger sei bestätigt. Biden nominierte Ketanji Brown Jackson als Nachfolgerin von Breyer, und sie wurde vom Senat bestätigt. Breyer blieb am Obersten Gerichtshof, bis dieser am 30. Juni in die Sommerpause ging. An jenem Tag wurde Jackson vereidigt und wurde die erste schwarze Frau sowie der erste ehemalige Federal public defender, der am Obersten Gerichtshof diente.

### Zeitstrahl
Anmerkung: Die blaue Linie zeigt den aktuellen Monat an (Januar 2023).
Legende: 

## Wichtige Entscheidungen
Das Roberts-Gericht hat wichtige Urteile über die Eingliederung des Bill of Rights, Waffenkontrolle, Regulierung der Wahlkampffinanzierung, Abtreibung, Todesstrafe, Rechte von Homosexuellen, rechtswidrige Durchsuchung und Beschlagnahme sowie strafrechtliche Verurteilung erlassen. Zu den wichtigsten Entscheidungen des Roberts-Gericht gehören:
- Massachusetts v. EPA (2007): In einer 5:4-Entscheidung, in der die Mehrheitsmeinung von Richter Stevens abgegeben wurde, bestätigte der Oberste Gerichtshof das Recht der Environmental Protection Agency, Kohlendioxid gemäß dem Clean Air Act zu regulieren.

- Medellín v. Texas (2008): In einer 5:4-Entscheidung, in der die Mehrheitsmeinung vom Obersten Richter Roberts abgegeben wurde, entschied der Oberste Gerichtshof, dass ein Vertrag, selbst wenn er eine internationale Verpflichtung darstellt, kein bindendes innerstaatliches Recht darstellt, es sei denn, der Kongress der Vereinigten Staaten hat Gesetze zu seiner Umsetzung erlassen oder der Vertrag ist ausdrücklich „selbsterfüllend“.

- District of Columbia v. Heller (2008): In einer 5:4-Entscheidung, in der die Mehrheitsmeinung von Richter Scalia abgegeben wurde, entschied der Oberste Gerichtshof, dass der zweite Verfassungszusatz auch für nicht eingegliederte Gebiete und die Hauptstadt gilt und dass der Verfassungszusatz das Recht des Einzelnen schützt eine Schusswaffe besitzen, unabhängig vom Dienst in einer Miliz. McDonald v. City of Chicago (2010) dehnte diesen Schutz in einer von Richter Alito verfassten 5:4-Entscheidung auf die Bundesstaaten aus.

- Kennedy v. Louisiana (2008): In einer von Richter Kennedy verfassten 5:4-Entscheidung entschied das Gericht, dass der achte Verfassungszusatz die Todesstrafe für Verbrechen verbietet, die keinen Mord oder Verrat beinhalten.

- Ashcroft v. Iqbal (2009): In einer von Richter Kennedy verfassten 5:4-Entscheidung hob das Gericht die Entscheidung des Berufungsgerichts des zweiten Bezirks auf, eine Klage gegen den ehemaligen Generalstaatsanwalt John Ashcroft und andere nicht abzuweisen, die behaupteten, das FBI habe nach den Terroranschlägen vom 11. September 2001 diskriminierende Aktivitäten durchgeführt. Das Gericht verlängerte auch den in Bell Atlantic Corp. v. Twombly (2006) eingeführten verschärften Plädoyerstandard, der zuvor nur für das Kartellrecht galt. Die Zahl der gerichtlichen Abweisungen hat nach dem Iqbal-Urteil stark zugenommen.

- Citizens United v. Federal Election Commission (2010): In einer 5:4-Entscheidung, in der die Mehrheitsmeinung von Richter Kennedy abgegeben wurde, entschied das Gericht, dass die Bestimmungen des Bipartisan Campaign Reform Act, der unabhängige Ausgaben in politischen Kampagnen durch Unternehmen, Gewerkschaften und gemeinnützige Organisationen regelte, das im ersten Verfassungszusatz verankerten Recht auf freie Meinungsäußerung verletzen.

- National Federation of Independent Business v. Sebelius (2012): In einer vom Obersten Richter Roberts verfassten 5:4-Entscheidung bestätigte das Gericht die meisten Bestimmungen des Patient Protection and Affordable Care Act, einschließlich des individuellen Mandats zum Abschluss einer Krankenversicherung. Das Mandat wurde als Teil der Besteuerungsbefugnis des Kongresses aufrechterhalten. In einem späteren Fall, King v. Burwell (2015), bestätigte das Gericht den Patient Protection and Affordable Care Act, diesmal in einer 6:3-Entscheidung, das vom Obersten Richter Roberts verfasst wurde. In einem dritten verwandten Fall, California v. Texas (2021), entschied das Gericht, dass weder Staaten noch Einzelpersonen berechtigt waren, das individuelle Mandat des PPACA anzufechten, da die Strafe im Tax Cuts and Jobs Act von 2017 auf 0 US-Dollar reduziert wurde. Diese 7:2-Entscheidung wurde von Richter Breyer geschrieben.

- Arizona v. United States (2012): In einer 5:3-Entscheidung von Richter Kennedy entschied das Gericht, dass Teile von Arizona SB 1070, einem Einwanderungsgesetz von Arizona, die Bundesbefugnisse verfassungswidrig an sich gerissen haben, um Einwanderungsgesetze und deren Durchsetzung zu regeln.

- Shelby County v. Holder (2013): In einer 5:4-Entscheidung vom Obersten Richter Roberts hob das Gericht Abschnitt 4(b) des Voting Rights Act 1965 auf, der eine Erfassungsformel für Abschnitt 5 vorsah. Der letztgenannte Abschnitt verlangt, dass bestimmte Staaten und Gerichtsbarkeiten eine Vorabgenehmigung des Bundes einholen, bevor sie Wahlgesetze oder -praktiken ändern, um zu verhindern, dass diese Staaten und Gerichtsbarkeiten Wähler diskriminieren. Ohne Deckungsschlüssel ist § 5 des Voting Rights Act nicht mehr gültig.

- Burwell gegen Hobby Lobby (2014): In einer 5:4-Entscheidung von Richter Alito befreite das Gericht auf der Grundlage des Gesetzes zur Wiederherstellung der Religionsfreiheit eng verbundene Unternehmen vom Verhütungsmandat des Affordable Care Act.

- Riley v. California (2014): In einer 9:0-Entscheidung entschied das Gericht, dass die grundlose Durchsuchung und Beschlagnahme von digitalen Inhalten eines Mobiltelefons während einer Festnahme verfassungswidrig ist.

- Obergefell v. Hodges (2015): In einer 5:4-Entscheidung von Richter Kennedy entschied das Gericht, dass sowohl die Due Process Clause als auch die Equal Protection Clause das Recht gleichgeschlechtlicher Paare auf Eheschließung garantieren.

- Whole Woman’s Health v. Hellerstedt (2016): In einer 5:3-Entscheidung von Richter Breyer hob das Gericht Beschränkungen auf, die der Bundesstaat Texas Abtreibungskliniken als „unzumutbare Belastung“ für den Zugang zur Abtreibung auferlegt hatte.

- Trump v. Hawaii (2018): In einer vom Obersten Richter Roberts verfassten 5:4-Entscheidung hob das Gericht eine einstweilige Verfügung gegen das Reiseverbot von Trump auf und ließ es in Kraft treten. Das Gericht hob auch den Präzedenzfall Korematsu v. United States (1944) auf, der Präsident Franklin D. Roosevelt erlaubte, japanische Amerikaner während des Zweiten Weltkriegs zu internieren.

- Carpenter v. United States (2018): In einer vom Obersten Richter Roberts verfassten 5:4-Entscheidung entschied das Gericht, dass der staatliche Erwerb von Mobilfunkaufzeichnungen eine Suche auf Basis der vierten Verfassungszusatz ist und daher im Allgemeinen einen Haftbefehl erfordert.

- Janus gegen AFSCME (2018): In einer 5:4-Entscheidung von Richter Alito entschied das Gericht, dass Gewerkschaftsbeiträge im öffentlichen Sektor von Nicht-Gewerkschaftsmitgliedern das Recht auf freie Meinungsäußerung im Rahmen des ersten Verfassungszusatzes verletzen, und hob die Entscheidung von 1977 in Abood v. Detroit Board of Education, das zuvor solche Gebühren zugelassen hatte, auf.

- Timbs v. Indiana (2019): In einer 9:0-Entscheidung entschied das Gericht, dass die Klausel „übermäßige Geldbußen“ des achten Verfassungszusatzes auch gegen staatliche und lokale Regierungen aufgenommen wurde, was sich auf die Anwendung zivilrechtlicher Verwirkungen auswirkt.

- Rucho v. Common Cause (2019): In einer vom Obersten Richter Roberts verfassten 5:4-Entscheidung entschied das Gericht, dass parteiische Manipulationsansprüche (Vorwürfe des Gerrymanderings) nicht gerechtfertigbare politische Fragen darstellen.

- Bostock v. Clayton County (2020): In einer 6:3-Entscheidung von Richter Gorsuch entschied das Gericht, dass sich Titel VII des Arbeitsschutzes des Civil Rights Act of 1964 auf Geschlechtsidentität und sexuelle Orientierung erstreckt.

- Espinoza v. Montana Department of Revenue (2020): In einer vom Obersten Richter Roberts verfassten 5:4-Entscheidung entschied das Gericht, dass ein staatliches Stipendienprogramm, das öffentliche Mittel bereitstellt, um Schülern den Besuch von Privatschulen zu ermöglichen, religiöse Schulen durch die freie Ausübungsklausel der Verfassung nicht diskriminieren darf.

- Brnovich v. Democratic National Committee (2021): In einer von Richter Alito verfassten 6:3-Entscheidung entschied das Gericht, dass zwei Wahlgesetze aus Arizona weder gegen das Voting Rights Act von 1965 verstoßen noch einen rassistisch diskriminierenden Zweck hatten. Der Beschluss schränkte § 2 des Voting Rights Act wirksam ein.

- Americans for Prosperity Foundation v. Bonta (2021): In einer vom Obersten Richter Roberts verfassten 6:3-Entscheidung hob das Gericht ein kalifornisches Gesetz auf, das gemeinnützige Organisationen verpflichtet, die Identität ihrer großen Spender gegenüber dem Staat offenzulegen, und entschied, dass die Regulierung die Spender zu sehr belastete und ihre im ersten Verfassungszusatz verankerten Rechte verletzte.

- Mahanoy Area School District v. B.L. (2021): In einer von Richter Breyer verfassten 8:1-Entscheidung entschied das Gericht, dass die Schule das Erständerungsrecht verletzt habe, indem sie Rede außerhalb des Campus bestraft habe.

- New York State Rifle & Pistol Association, Inc. v. Bruen (2022): In einer 6:3-Entscheidung von Richter Thomas hob das Gericht ein New Yorker Gesetz auf, das von Antragstellern für eine verdeckte Tragelizenz verlangt, „richtigen Grund“ nachzuweisen. Urteil, dass die Verordnung gesetzestreue Bürger mit gewöhnlichen Selbstverteidigungsbedürfnissen daran hindere, ihre Rechte des zweiten Verfassungszusatzes auszuüben.

- Dobbs v. Jackson Women’s Health Organization (2022): In einer 6:3-Entscheidung wurde ein Gesetz des Staates Mississippi bestätigt, das die meisten Abtreibungsoperationen nach den ersten 15 Schwangerschaftswochen verbietet. In einem engeren 5:4-Urteil von Richter Alito hob das Gericht auch Roe v. Wade und Planned Parenthood v. Casey auf und entschied, dass die Verfassung kein Recht auf Abtreibung gewährt.

- Kennedy v. Bremerton School District (2022): In einer 6:3-Entscheidung von Richter Gorsuch entschied das Gericht, dass die Regierung, obwohl sie die Gründungsklausel befolgt, eine Person, in diesem Fall einen öffentlichen High-School-Fußballtrainer, nicht die Teilnahme an persönlicher Religionsausübung unterdrücken darf, da dies gegen die Klauseln zur Redefreiheit und zur freien Ausübung des ersten Zusatzartikels verstoßen würde. Das Gericht hob zugleich den Fall Lemon v. Kurtzman auf und hob damit den 51 Jahre alten Präzedenzfall auf, der als „Lemon-Test“ bekannt ist.

## Positionen
Das Roberts Court wurde als „in den meisten Fällen konservativ, in einigen Fällen liberal“ beschrieben, mit (vor dem Tod von Richter Scalia) fünf konservativ geneigten Richtern und vier liberal geneigten Richtern. Alito, Thomas, Kennedy, Roberts und Scalia haben im Allgemeinen konservativere Positionen eingenommen, während Ginsburg, Breyer, Sotomayor und Kagan im Allgemeinen liberalere Positionen vertreten haben. Souter und Stevens waren vor ihrer jeweiligen Pensionierung ebenfalls Teil des liberalen Blocks gewesen. Diese beiden Blöcke haben sich in mehreren wichtigen Fällen zusammengeschlossen, obwohl Richter Kennedy sich oft auf die Seite des liberalen Blocks gestellt hatte. Roberts hat auch als Wechselstimme gedient und sich oft für enge Entscheidungen und Kompromisse zwischen den beiden Blöcken der Justiz eingesetzt. Obwohl das Gericht manchmal parteiische Meinungen teilt, haben Experten festgestellt, dass mehr Fälle 9:0 entschieden werden und dass die einzelnen Richter eine breite Palette von Ansichten vertreten.
Die Positionen von Roberts am Supreme Court wurden von führenden Experten bewertet. Obwohl Roberts als konservativ angesehen wird, hat sein Votum im National Federation of Independent Business v. Sebelius (2012) zur Bestätigung der Verfassungsmäßigkeit des Patient Protection and Affordable Care Act in der Presse Bedenken ausgelöst das vergleichende Ansehen seiner konservativen Positionen im Vergleich zu anderen amtierenden Richtern konservativer Ausrichtung; man sieht ihm eine gemäßigtere konservative Ausrichtung an, besonders wenn seine Stimme zur Aufrechterhaltung des PPACA mit der Stimme von Rehnquist in Bush v. Gore verglichen wird.
In Bezug auf Roberts zeitgleiche Kollegen im Gericht werden seine Positionen als gemäßigter und versöhnlicher angesehen als die von Antonin Scalia und Clarence Thomas. Roberts hat keine besonders verbesserte Lesart des Originalismus oder der Absichten des Einrahmers angegeben, wie dies in Scalias Reden und Schriften deutlich wurde. Roberts stärkste Neigung am Gericht war der Versuch, die zentristische Ausrichtung des Gerichts als parteineutral wiederherzustellen, im Gegensatz zu seinem Vorgänger Rehnquist, der erhebliche Anstrengungen unternommen hatte, um eine Orientierung an den Rechten der Staaten für das Gericht zu fördern. Das Abstimmungsmuster von Roberts, das seine konservativen Ansichten widerspiegelt, ist am engsten mit Samuel Alito am Gericht verwandt, von dem letzterer auch mit libertären Tendenzen in der konservativen Ausrichtung in Verbindung gebracht wird.
Nachdem Ginsburg durch Barrett ersetzt worden war, schrieben mehrere Kommentatoren, dass Roberts nicht mehr der führende Richter sei. Da die fünf anderen konservativen Richter den Rest überstimmen konnten, konnte er angeblich nicht länger einen gemäßigt konservativen Kurs präsidieren und gleichzeitig Präzedenzfälle respektieren. Einige sagten, diese Ansicht sei durch das Gerichtsurteil von 2022 in Dobbs v. Jackson Women’s Health Organization bestätigt worden, das die wegweisenden Urteile Roe v. Wade und Planned Parenthood v. Casey von 1973 bzw. 1992 aufhob.

## Gruppenportraits

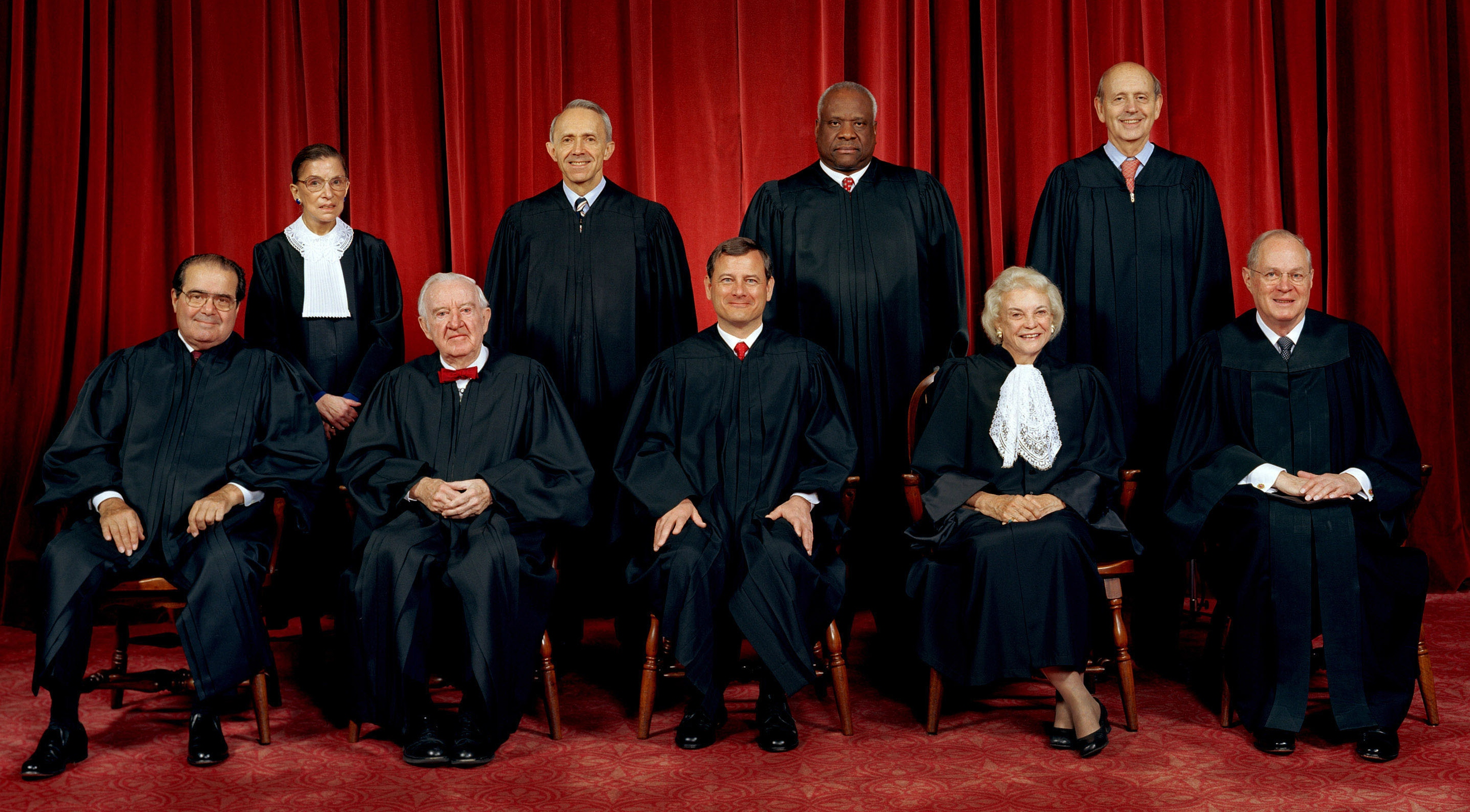
2005
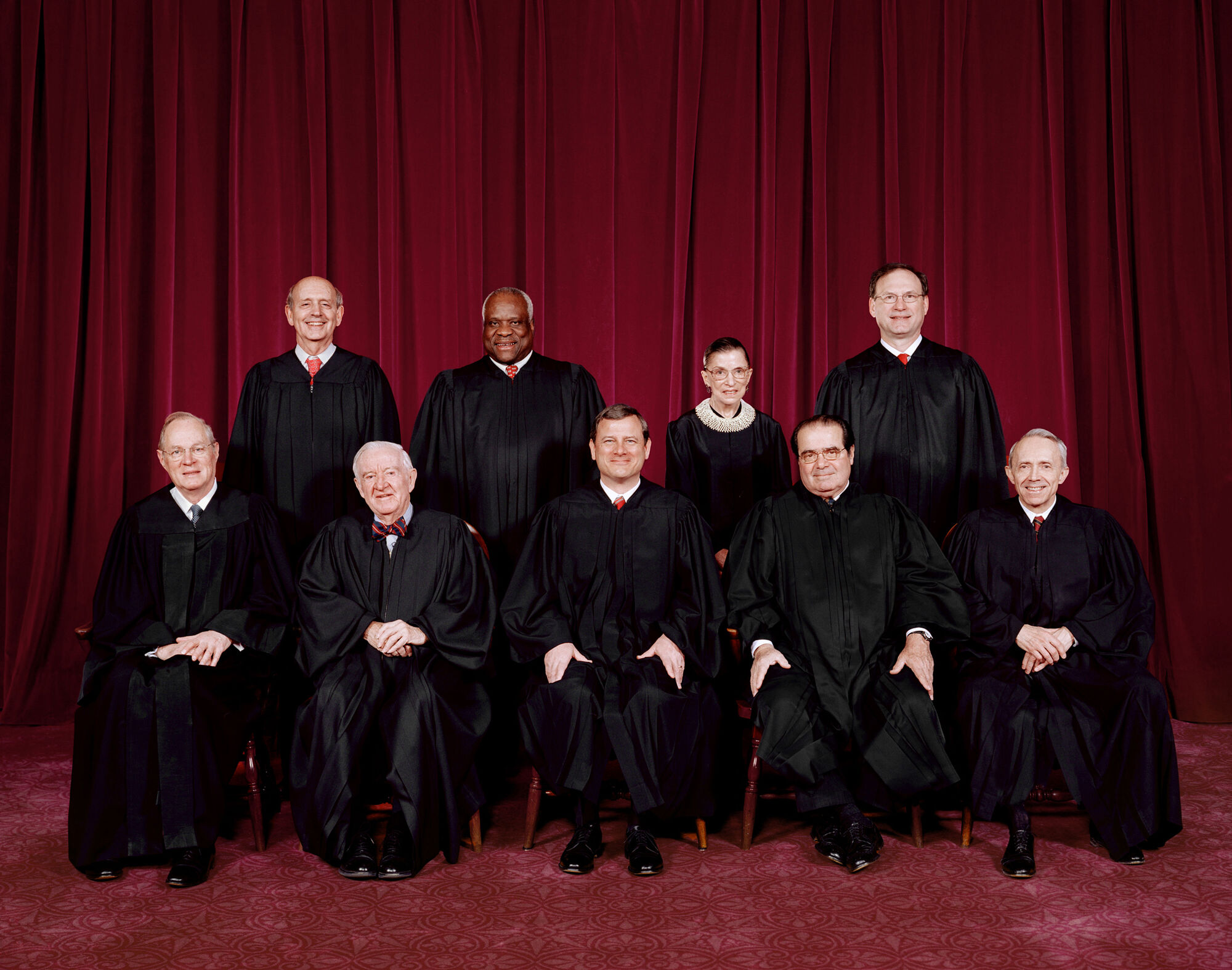
2006
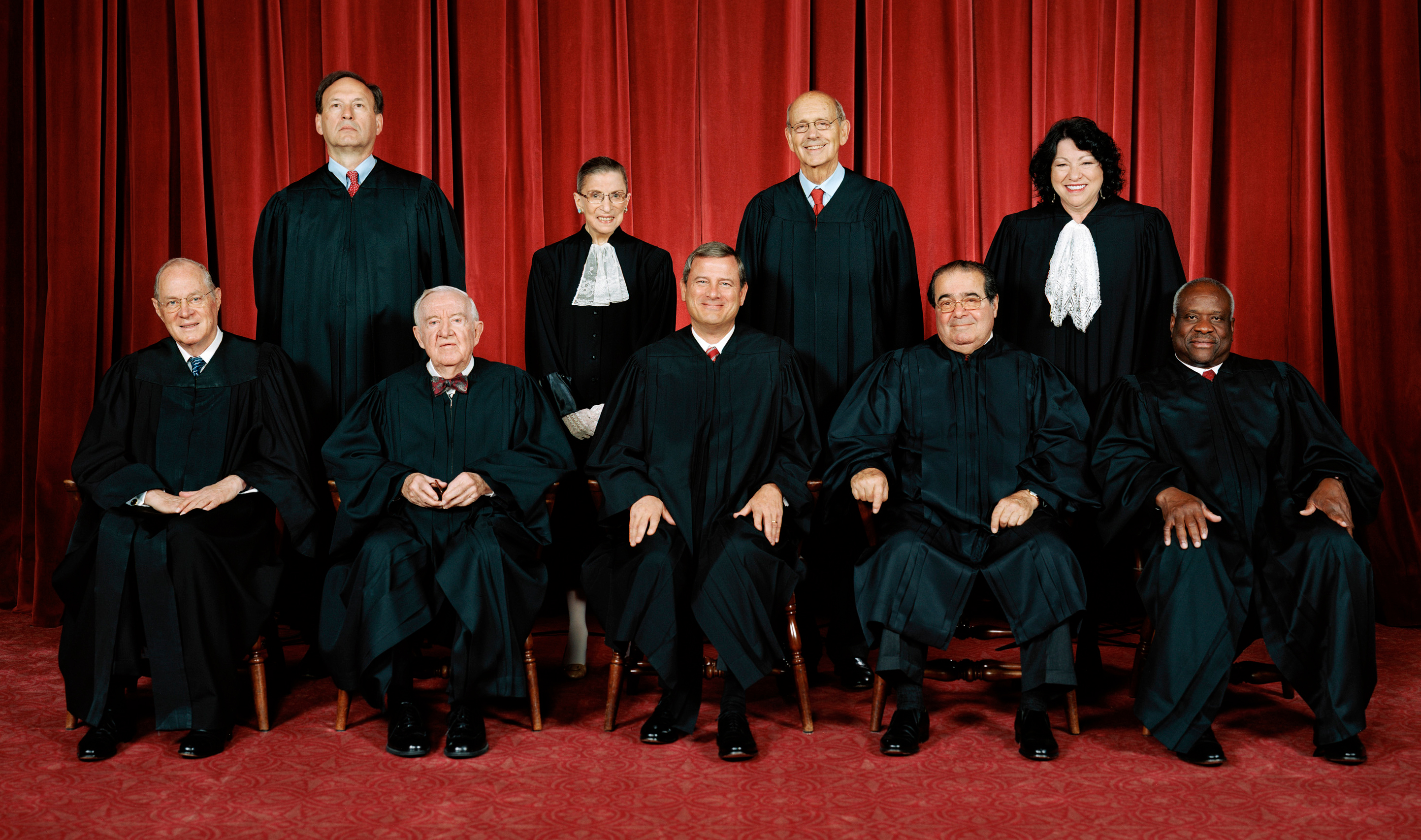
2009
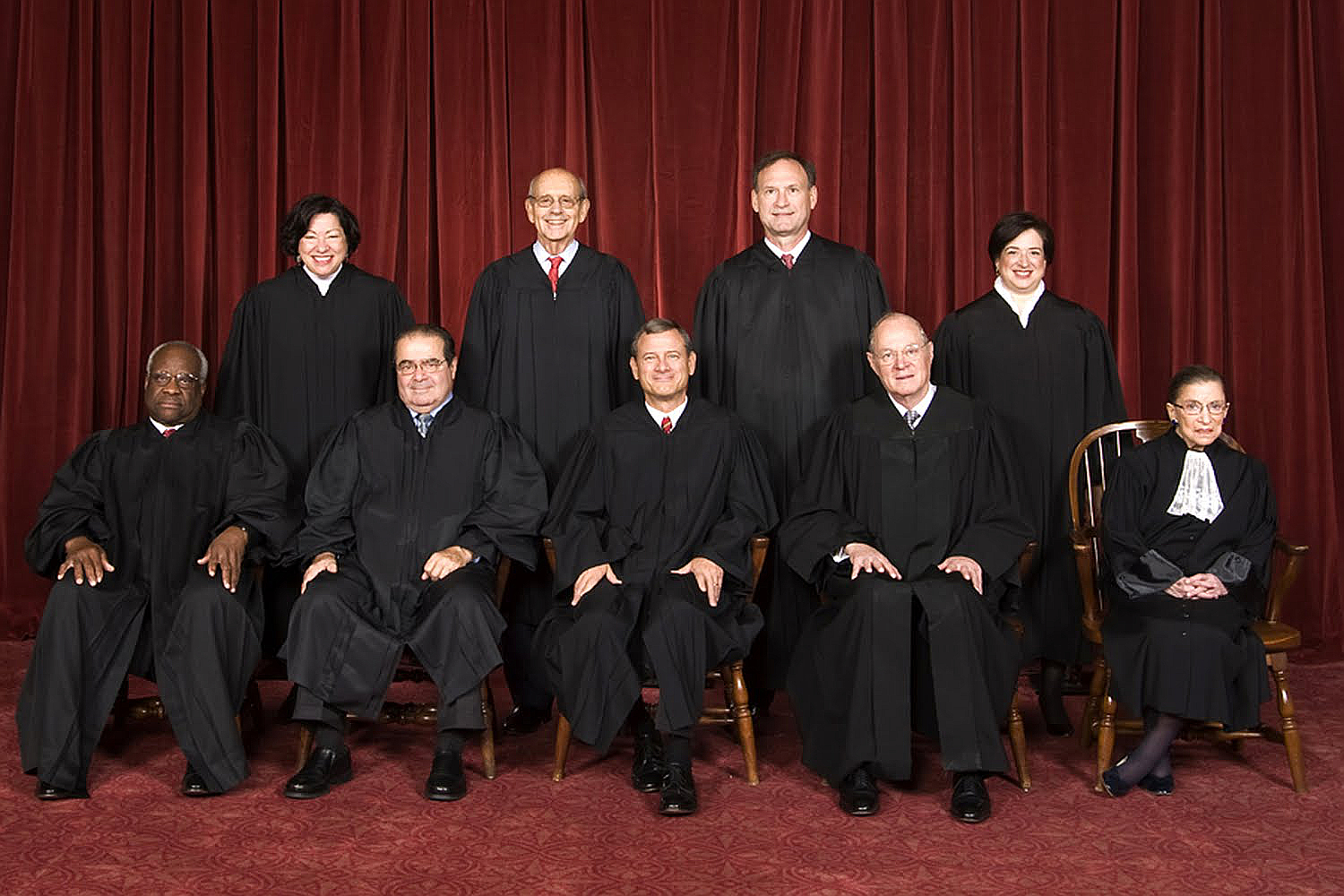
2010
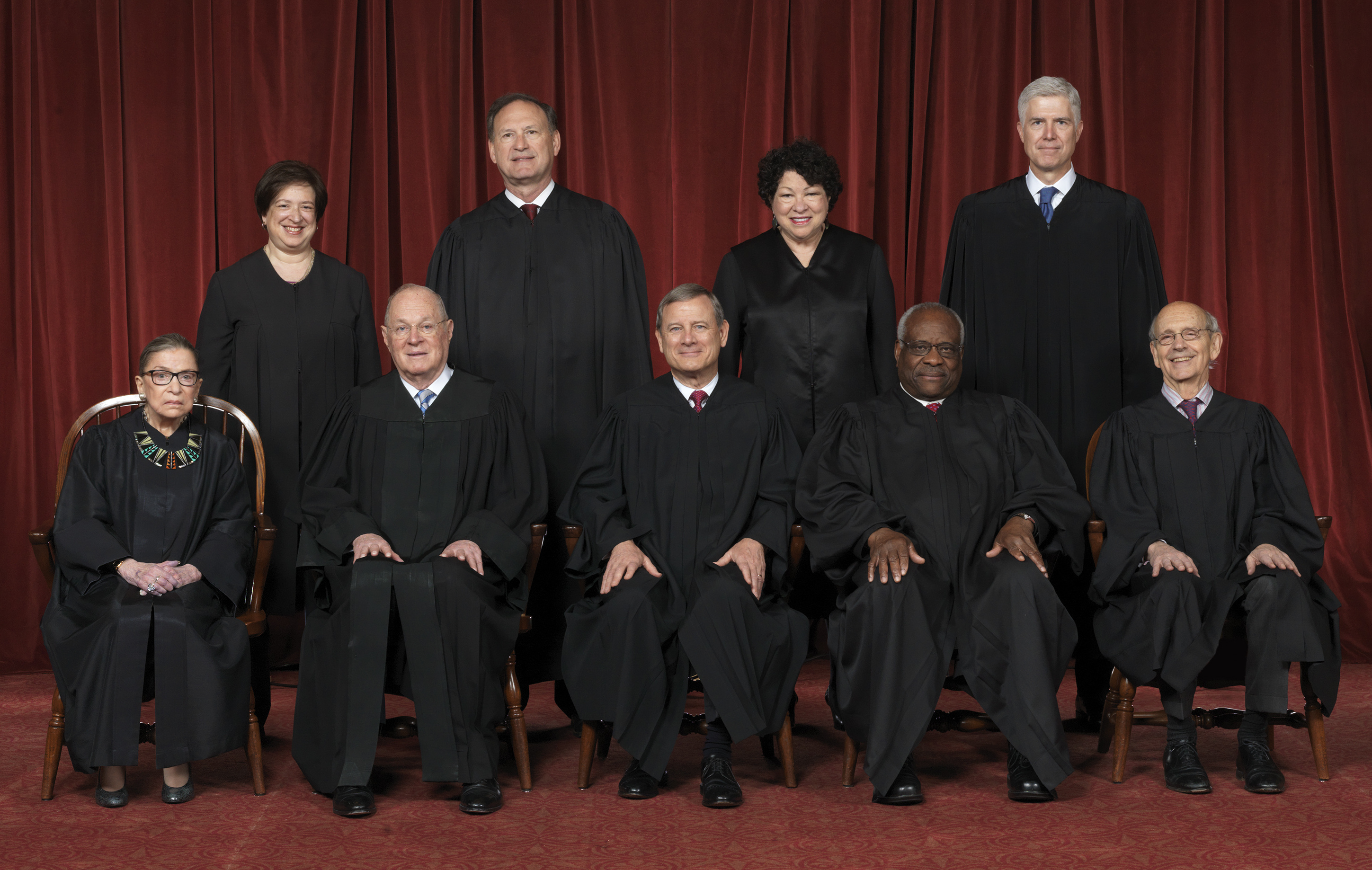
2017
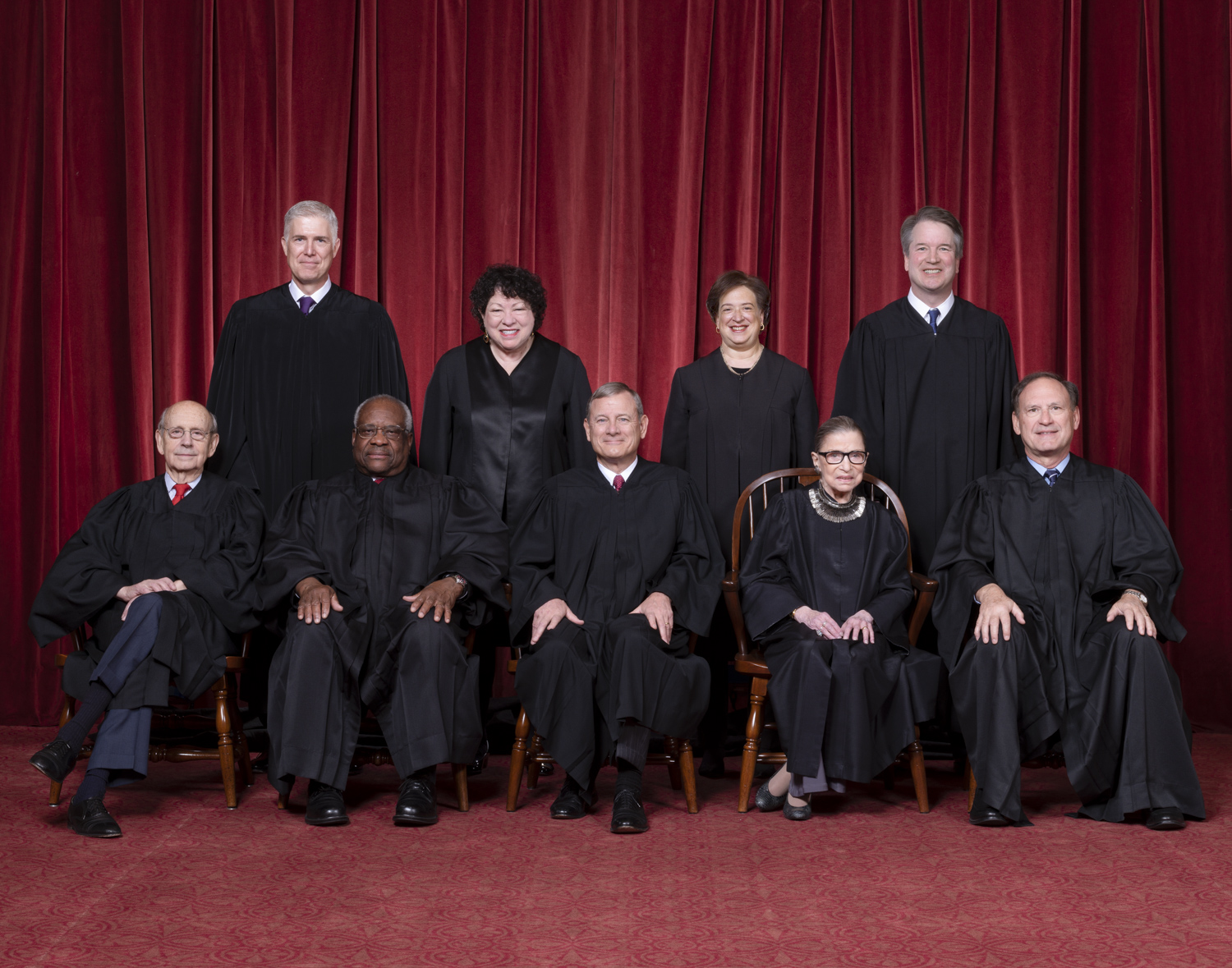
2018
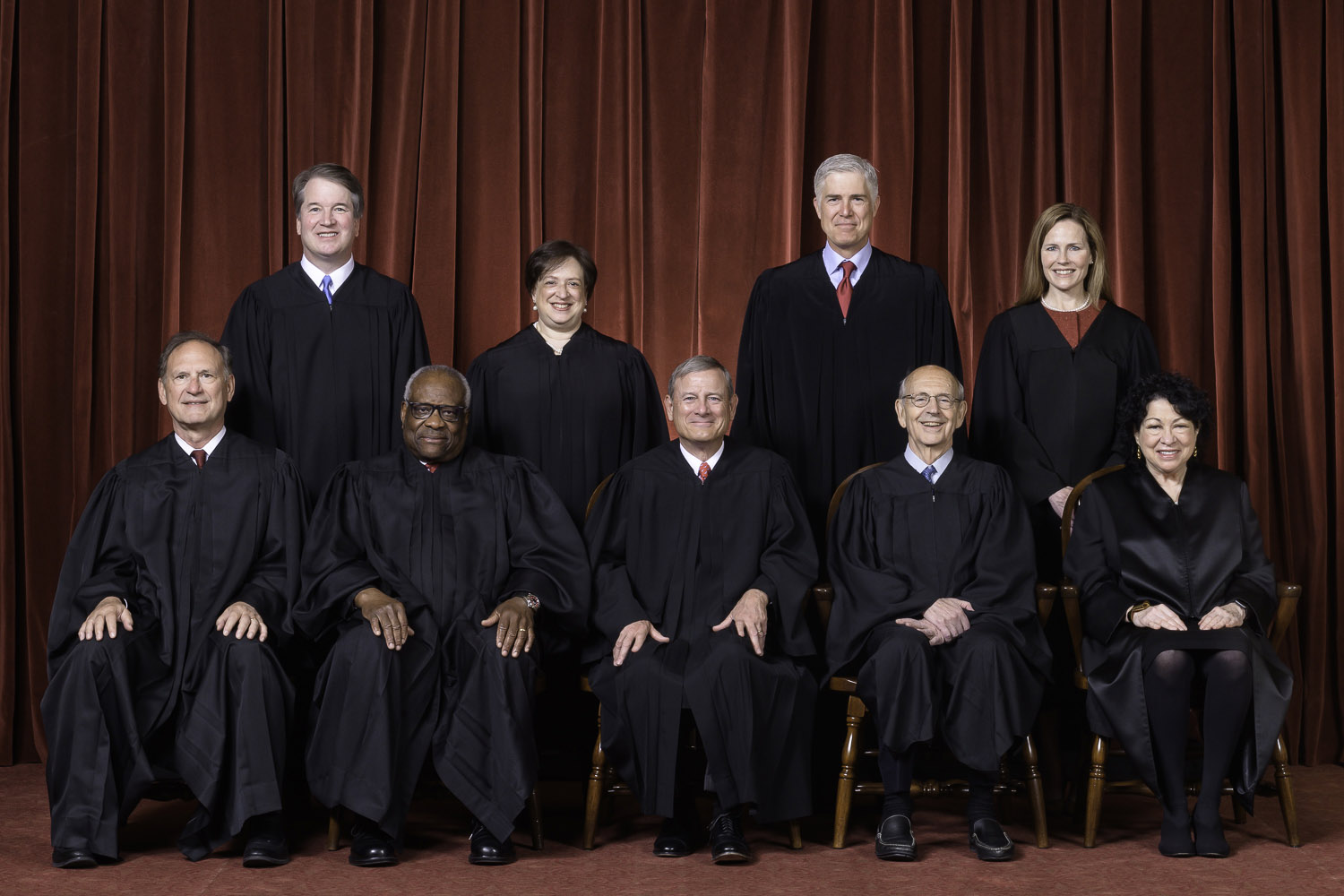
2020